# Зафарабад (Навоийская область)
Зафарабад (узб. Zafarobod / Зафаробод) — посёлок городского типа в Канимехском районе Навоийской области Республики Узбекистан.
Статус посёлка городского типа с 1984 года. До 2018 года входил в состав Гиждуванского района Бухарской области.